# Plynops braziliensis
Plynops braziliensis är en stekelart som beskrevs av Shaw 1996. Plynops braziliensis ingår i släktet Plynops och familjen bracksteklar. Inga underarter finns listade i Catalogue of Life.